# Archäologisches Museum Münster
Das Archäologische Museum der Universität Münster im „Fürstenberghaus“ am Domplatz in Münster dient in erster Linie dem Institut für Klassische Archäologie und Frühchristliche Archäologie der Universität zu Lehr- und Forschungszwecken. Zusätzlich bietet es der Öffentlichkeit einen Einblick in den Themenbereich der Archäologie und zeigt Arbeitsweisen sowie Erkenntnisse der Forschung. Der Schwerpunkt der Ausstellung umfasst dabei Exponate aus der griechischen Antike.

## Geschichte
Die früheste museale Sammlung geht auf das Jahr 1883 zurück, als der erste Klassische Archäologe an die Universität in Münster berufen wurde und der Grundstock für das Museum gebildet wurde. Einen großen Teil dieser Sammlung machten Abgüsse antiker Plastiken aus, der mit der Übergabe weiterer Abgüsse durch den Westfälischen Kunstverein im Jahre 1906 zusätzlich erweitert wurde. Ergänzend kamen Dubletten von Exponaten aus dem Königlichen Museum in Berlin hinzu, so dass neben vielen Abgüssen auch ein großer Bestand an Originalwerken vorhanden war.
Von dieser ursprünglichen Sammlung existiert jedoch kein Exponat mehr, nachdem das Museum und die gesamte Ausstellung im Zweiten Weltkrieg alliierten Bombenangriffen im Jahre 1944 zum Opfer fiel. Erst seit 1958 wurde mit dem erneuten Aufbau einer Lehrsammlung begonnen. Wiederum bildeten Abgüsse den Grundstock der Sammlung, die im weiteren Verlauf durch Originalwerke ergänzt wurde. Nachdem die Anzahl der Exponate wieder auf eine ansehnliche Anzahl angewachsen war, veranstaltete das Museum Ausstellungen außerhalb des Museums sowohl in Münster als auch im Umland. Gleichzeitig wurden Privatsammlungen nach Münster geholt, um sie im Archäologischen Museum auszustellen.
Direktor der Sammlung ist jeweils der Professor für Klassische Archäologie an der Universität Münster. Erster hauptamtlicher Kustos der Sammlung war seit 2002 Heinz-Helge Nieswandt, ihm folgte im November 2024 Torben Schreiber als Kurator.

## Sammlung

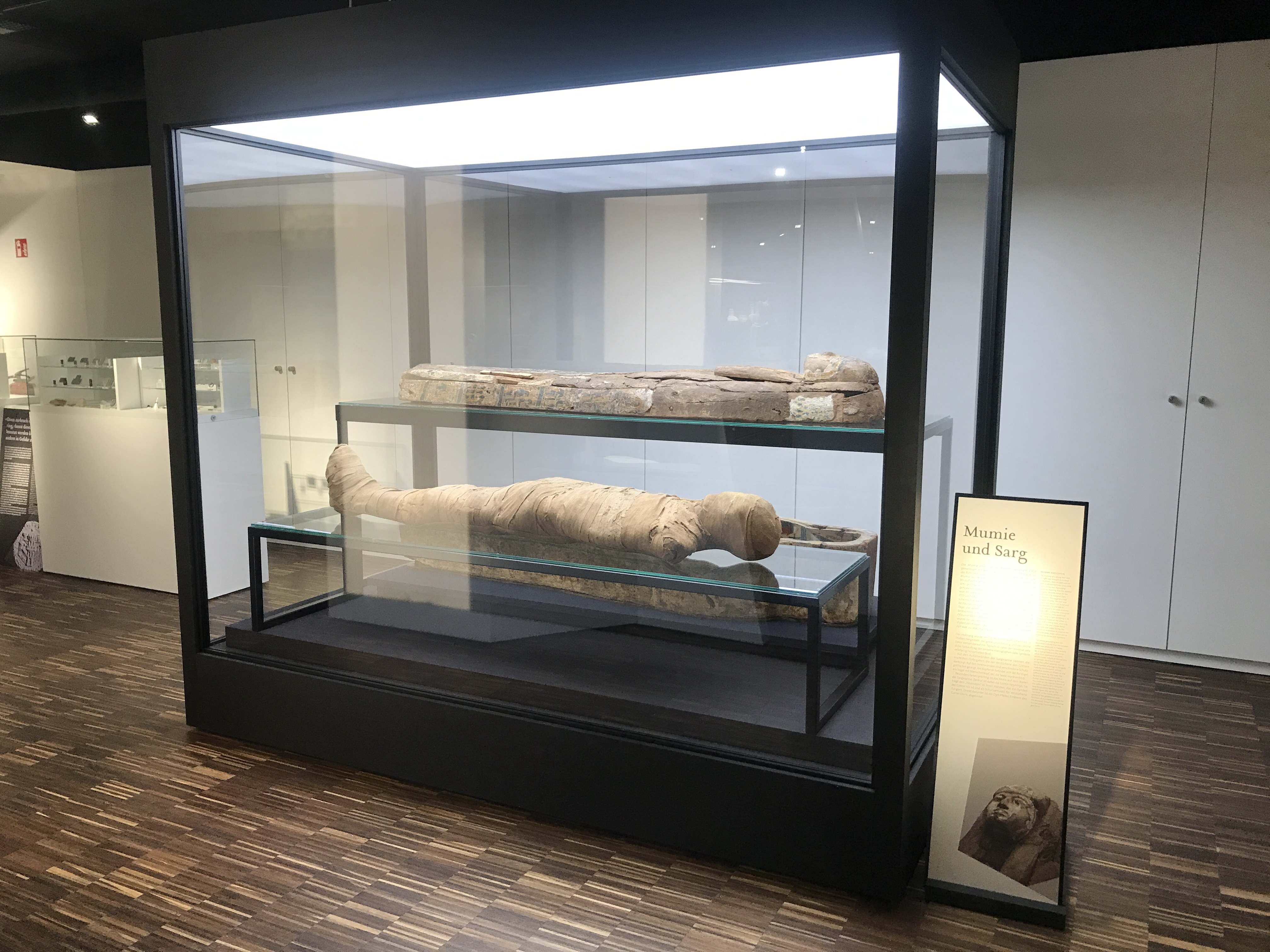
Ägyptische Mumie und Sarkophag

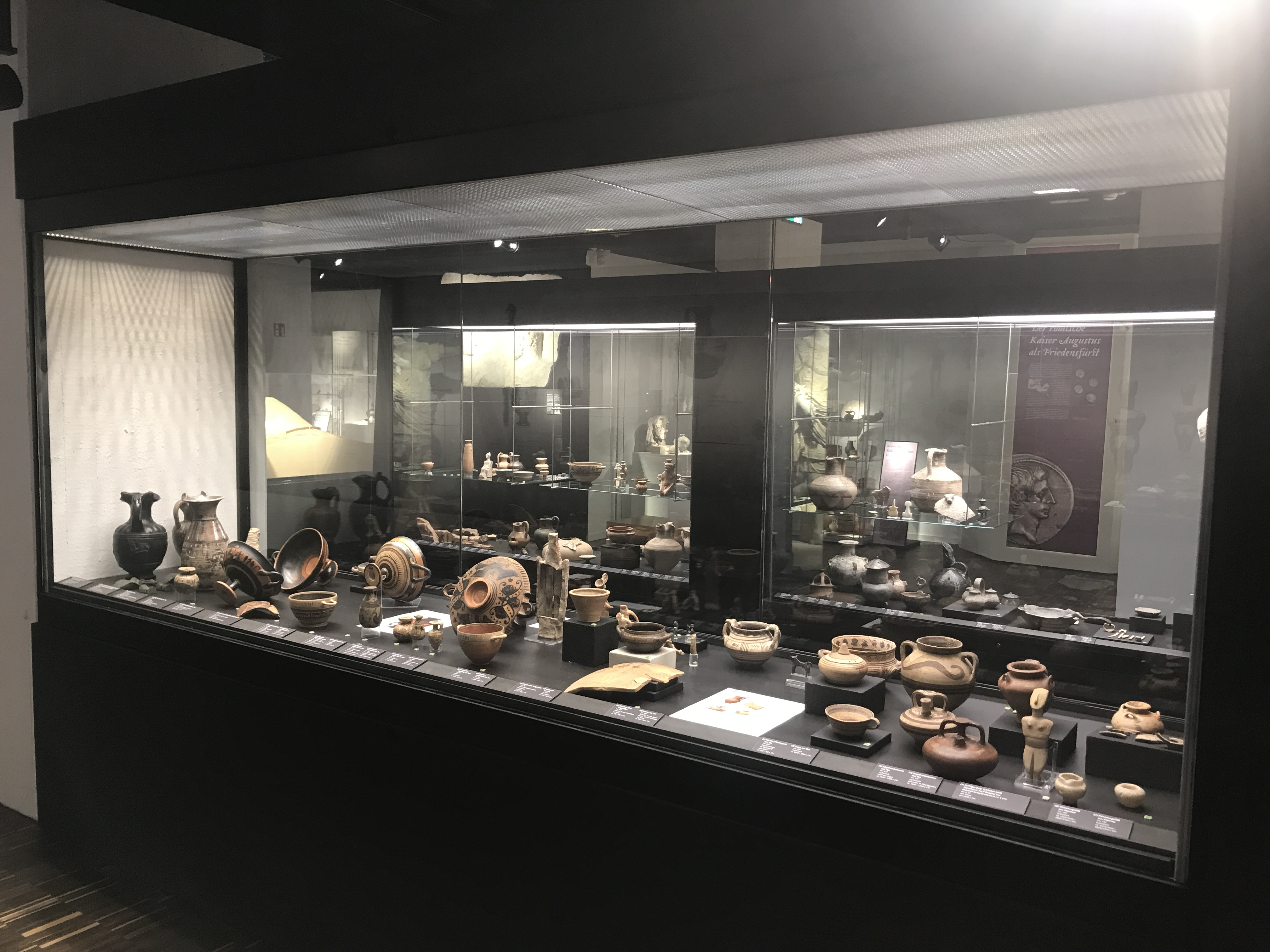
Blick in die Vitrine „Kulturgeschichte des antiken Griechenlands I“

Die Sammlung des Museums behandelt schwerpunktmäßig die griechische Antike von der geometrischen Epoche (1000–700 v. Chr.) über die archaische Epoche (700–500 v. Chr.), die klassische Zeit (500–300 v. Chr.), die Spätklassik im 4. Jahrhundert v. Chr. und die hellenistische Epoche (300–30 v. Chr.) bis zur römischen Kaiserzeit (27 v. Chr. – 476). Einen Großteil der Sammlung machen antike Vasen, Münzen, Modelle antiker Stätten und Abgüsse aus.
Ergänzt wurde die Sammlung durch Abgüsse des Skulpturenzyklus vom  Zeustempel in Olympia, die die Stadt Essen dem Museum überstellt hat. Weiterhin gehören zur Sammlung griechische und ägyptische Werke, die aus der Sammlung von Otto Rubensohn stammen, sowie die Sammlung Görtz-Strötgen. Vom Museum selbst erworben wurde ferner die aus frühgriechischen Werken bestehende Sammlung von Werner Peek.
Das bekannteste Exponat des Museums ist die sogenannte „Münster-Mumie“, die seit 2021 dauerhaft in einem kunstvoll verzierten altägyptischen Holzsarg in einer eigens dafür angefertigten Vitrine präsentiert wird. Mumie und Sarg wurden 1978 vom Karl-Ziegler-Gymnasium in Mülheim an das Museum übergeben; das Gymnasium hatte die Objekte im Jahr 1903 von einem ehemaligen Schüler als Geschenk erhalten, ehe sie dort 1978 auf dem Dachboden der Schule entdeckt wurden. Die weitere Provenienz der Artefakte ist bislang ungeklärt. Zudem gehören die Mumie und der Sarg ursprünglich nicht zusammen: Während die Mumie nachweislich zwischen 750 und 580 v. Chr. nach altägyptischer Tradition bestattet wurde, stammt der Sarg aus einer etwa 150 Jahre früheren Zeit. Vermutlich wurde die Mumie von Grabräubern „vor über 100 Jahren ans Licht gezerrt [und], von Mumienhändlern in den zu kleinen, zu einem anderem Leichnam gehörenden Sarg gezwängt und nach Europa verkauft, wo ägyptische Mumien gerade Mode waren“. Nach jahrzehntelanger Lagerung im Depot wurden Mumie und Sarg 2016 aufwändig restauriert und anschließend erstmals der Öffentlichkeit zugänglich gemacht.